# Associazione Calcio Reggiana 1919 2017-2018
Questa voce raccoglie le informazioni riguardanti l'Associazione Calcio Reggiana 1919 nelle competizioni ufficiali della stagione 2017-2018.

## Stagione
La Reggiana conferma l'ossatura della squadra del campionato precedente che era giunta alla semifinale dei play off per la serie B. Arriva dal Venezia il portiere Facchin, dalla Cremonese viene prelevato il difensore centrale Bastrini, dallo Spezia l'altro difensore centrale Crocchianti, mentre dal Chievo viene girato in prestito il nigeriano Bobb. Col Padova viene poi orchestrato uno scambio di attaccanti: Guidone va ai biancoscudati e Altinier viene alla Reggiana. Arriva anche l'esterno d'attacco Rosso dalla Pro Vercelli. Allenatore viene confermato Menichini, ma la Reggiana delude. Dopo le sconfitte con Renate e Sambenedettese viene esonerato l'allenatore Menichini e al suo posto, si pensa solo transitoriamente, vengono promossi i due allenatori delle giovanili La Rosa e Tedeschi, che non hanno il patentino di allenatore. Dopo le sconfitte esterne di Mestre e di Gubbio la Reggiana inizia a vincere e i due allenatori vengono affiancati dall'ex portiere granata Eberini che il patentino ce l'ha.
La Reggiana vince tutte le partite in casa fino alla gara di recupero col Mestre e in trasferta cede solo alla Feralpisalò alla prima di ritorno in una partita che aveva dominato e nel primo tempo concluso col risultato di 2 a 0. A gennaio il ds Magalini rinforza la rosa e a Reggio arrivano il centrocampista Vignali dallo Spezia e l'attaccante Cattaneo, ex Pordenone, di proprietà del Brescia. La rincorsa alla capolista Padova non appare impossibile. Ma il passo falso interno col Mestre apre una pagina nera. I granata soccombono in casa per 4 a 0, segue il pari interno col Bassano, poi la sconfitta di Bergamo con l'Albinoleffe, il pari col neo promosso Padova e il 3 a 3 esterno di Teramo, che confinano i granata al quarto posto.
Alla prima dei play off la Reggiana incontra in una gara secca il Bassano (ai granata bastava il pari). Dinnanzi a 5.100 spettatori la Reggiana prevale con un gol di Cesarini, dopo avere sofferto molto nel primo tempo. Al secondo turno i reggiani sono a Castellamare contro la Juve Stabia ed è zero a zero. Al ritorno, dinnanzi a 6.500 spettatori, ai granata basta il pari, raggiunto grazie a un colpo di testa di Bastrini, dopo il gol stabiese e l'espulsione del granata Bovo. Ai quarti la Reggiana deve vedersela col Siena e all'andata, dinnanzi a quasi 9.000 spettatori, la Reggiana prevale per 2 a 1 con gol di Manfrin e Altinier. A Siena, però i granata non possono perdere, perché a parità di risultato passano i toscani, per la migliore classifica. Al 94º la Reggiana, con Altinier, riesce a pareggiare la partita che sembra finita. Invece un rigore contestatissimo fischiato dall'arbitro al 97º sancisce la vittoria del Siena e il suo passaggio in semifinale, tra la contestazione dei giocatori, dei dirigenti e dei tifosi della Reggiana.

## Divise e sponsor
Il fornitore ufficiale di materiale tecnico per la stagione 2017-2018 è Sportika mentre gli sponsor ufficiali sono Nuova Castelli (main sponsor) Macao Cafè e Olmedo.
| Casa | Trasferta |

## Organigramma societario
Area direttiva
- Presidente: Mike Piazza
- Vicepresidente: Alicia Piazza
- Amministratore delegato: Ted Philipakos (dal 31 ottobre)
- Consiglieri: Stefano Compagni (fino al 28 settembre), Gianni Perin (fino al 3 maggio)

Area Gestionale
- Responsabile amministrazione finanza: Davide Miari
- Segreteria generale e biglietteria: Nicola Simonelli
- Responsabile marketing: Daniele Rocchi
- Addetto marketing e SLO: Marco Bertolini
- Team Manager: Michele Malpeli

Area organizzativa
- Magazziniere: Matteo Ferri

Area comunicazione
- Responsabile della comunicazione: Wainer Magnani
- Responsabile area social media: Sonya Kondratenko (dal 31 ottobre)
- Addetto stampa: Marco Bertolini

Settore Giovanile
- Responsabile settore giovanile: Davide Caprari
- Responsabile scouting e osservatori: Davide Cocchi
- Responsabile dirigenti accompagnatori: Sergio Balia
- Responsabile allenatore dei portieri: Villiam Vecchi

Area tecnica
- Direttore sportivo: Giuseppe Magalini
- Direttore sportivo settore giovanile: Alberto Biagini
- Allenatore: Leonardo Menichini, dal 20 ottobre Sergio Eberini
- Allenatore in seconda: Salvatore D'Urso, dal 20 ottobre Massimiliano La Rosa
- Collaboratore tecnico: Andrea Tedeschi
- Match analyst: Damiano Bertani
- Preparatore portieri: Andrea Rossi

Area sanitaria
- Responsabile sanitario: Franco Taglia
- Medici: Alessandro Nosenzo, Margherita Giovanelli
- Fisioterapisti: Luca Attolini, Gianfranco Mastini
- Preparatore atletico: Fabio Martinelli, dal 5 gennaio 2018 Marco Bresciani

## Rosa
| N. |                    | Ruolo | Calciatore           |
| -- | ------------------ | ----- | -------------------- |
| 1  | Italia (bandiera)  | P     | Davide Facchin       |
| 2  | Italia (bandiera)  | C     | Luca Vignali         |
| 4  | Italia (bandiera)  | D     | Alessandro Vernocchi |
| 5  | Gambia (bandiera)  | C     | Yusupha Bobb         |
| 6  | Italia (bandiera)  | D     | Alessandro Spanò     |
| 7  | Francia (bandiera) | C     | Gaël Genevier        |
| 8  | Italia (bandiera)  | C     | Andrea Bovo          |
| 9  | Italia (bandiera)  | A     | Pietro Cianci        |
| 10 | Italia (bandiera)  | A     | Alessandro Cesarini  |
| 11 | Italia (bandiera)  | A     | Cristian Altinier    |
| 12 | Italia (bandiera)  | P     | Jacopo Viola         |
| 13 | Italia (bandiera)  | D     | Alessandro Bastrini  |
| 14 | Italia (bandiera)  | A     | Luigi Falcone        |
| 15 | Italia (bandiera)  | D     | Paolo Rozzio         |
| 16 | Italia (bandiera)  | D     | Marco Crocchianti    |

| N. |                       | Ruolo | Calciatore           |
| -- | --------------------- | ----- | -------------------- |
| 17 | Italia (bandiera)     | A     | Simone Rosso         |
| 18 | Italia (bandiera)     | C     | Daniele Rocco        |
| 19 | Italia (bandiera)     | C     | Mattia Lombardo      |
| 20 | Montenegro (bandiera) | D     | Minel Sabotic        |
| 21 | Italia (bandiera)     | A     | Aiman Napoli         |
| 22 | Italia (bandiera)     | P     | Davide Narduzzo      |
| 23 | Italia (bandiera)     | D     | Erik Panizzi         |
| 24 | Italia (bandiera)     | D     | Luca Ghiringhelli    |
| 25 | Italia (bandiera)     | A     | Luigi Sarli          |
| 26 | Spagna (bandiera)     | C     | Martí Riverola       |
| 27 | Italia (bandiera)     | D     | Gianni Manfrin       |
| 28 | Italia (bandiera)     | A     | Martin Montipò       |
| 29 | Italia (bandiera)     | A     | Massimiliano Carlini |
| 30 | Italia (bandiera)     | C     | Luca Cattaneo        |

## Calciomercato

### Sessione estiva(dall'1/7 al 31/8)
| Acquisti         | Acquisti            | Acquisti     | Acquisti      |
| R.               | Nome                | da           | Modalità      |
| ---------------- | ------------------- | ------------ | ------------- |
| P                | Davide Facchin      | Venezia      | Prestito      |
| P                | Jacopo Viola        | Melfi        | Fine prestito |
| D                | Alessandro Bastrini | Cremonese    | Prestito      |
| D                | Marco Crocchianti   | Spezia       | Prestito      |
| D                | Gianni Manfrin      | Chievo       | Prestito      |
| C                | Yusupha Bobb        | Chievo       | Prestito      |
| A                | Cristian Altinier   | Padova       | Definitivo    |
| A                | Pietro Cianci       | Sassuolo     | Prestito      |
| A                | Luigi Falcone       | Viterbese    | Fine prestito |
| A                | Aiman Napoli        | Renate       | Definitivo    |
| A                | Simone Rosso        | Pro Vercelli | Prestito      |
| Altre operazioni |                     |              |               |
| C                | Andrea Battistello  | Inveruno     | Fine prestito |
| A                | Mamadou Alfred Kone | Martinsicuro | Fine prestito |
| A                | Andrea Storchi      | Fiorenzuola  | Fine prestito |

| Cessioni         | Cessioni              | Cessioni        | Cessioni      |
| R.               | Nome                  | a               | Modalità      |
| ---------------- | --------------------- | --------------- | ------------- |
| P                | Armando Demalija      | Matelica        | Definitivo    |
| P                | Simone Perilli        | Pordenone       | Definitivo    |
| D                | Sergio Contessa       | Lecce           | Fine prestito |
| D                | Daniele Pedrelli      | Gubbio          | Definitivo    |
| D                | Minel Sabotic         | Pisa            | Definitivo    |
| D                | Trevor Trevisan       |                 | Svincolato    |
| C                | Simone Calvano        | Verona          | Fine prestito |
| C                | Dario Maltese         | Pisa            | Definitivo    |
| C                | Bryan Mecca           | Rezzato         | Definitivo    |
| C                | Alessandro Sbaffo     | Avellino        | Fine prestito |
| C                | Alessandro Vernocchi  | Bustese         | Prestito      |
| A                | Luigi Falcone         | Catanzaro       | Definitivo    |
| A                | Marco Guidone         | Padova          | Definitivo    |
| A                | Antonio Letizia       | Foggia          | Definitivo    |
| A                | Ettore Marchi         | Gubbio          | Definitivo    |
| A                | Matteo Rizzi          | Sassuolo        | Prestito      |
| Altre operazioni |                       |                 |               |
| P                | Andrea Errera         | Vigor Carpaneto | Prestito      |
| D                | Gabriele Masini       | Lentigione      | Prestito      |
| D                | Aslem Zito            | Vigor Carpaneto | Prestito      |
| C                | Federico Mastropietro | Juventus        | Fine prestito |
| C                | Federico Tamagnini    | Lentigione      | Prestito      |
| A                | Andrea Storchi        | Fiorenzuola     | Definitivo    |

### Sessione invernale(dal 03/01 al 31/01)
| Acquisti         | Acquisti          | Acquisti      | Acquisti   |
| R.               | Nome              | da            | Modalità   |
| ---------------- | ----------------- | ------------- | ---------- |
| C                | Luca Vignali      | Spezia        | Prestito   |
| A                | Luca Cattaneo     | Brescia       | Definitivo |
| Altre operazioni |                   |               |            |
| D                | Giuseppe Palmiero |               | Svincolato |
| D                | Lorenzo Tagliabue | Genoa         | Prestito   |
| C                | Leonardo Barbieri |               | Svincolato |
| C                | Gabriele Piazzi   | Sasso Marconi | Prestito   |

| Cessioni         | Cessioni         | Cessioni         | Cessioni         |
| R.               | Nome             | a                | Modalità         |
| Altre operazioni | Altre operazioni | Altre operazioni | Altre operazioni |
| ---------------- | ---------------- | ---------------- | ---------------- |

### Operazioni esterne alle sessioni
| Acquisti         | Acquisti    | Acquisti | Acquisti   |
| R.               | Nome        | da       | Modalità   |
| ---------------- | ----------- | -------- | ---------- |
| C                | Gega Besnik |          | Svincolato |
| Altre operazioni |             |          |            |

| Cessioni         | Cessioni         | Cessioni         | Cessioni         |
| R.               | Nome             | a                | Modalità         |
| Altre operazioni | Altre operazioni | Altre operazioni | Altre operazioni |
| ---------------- | ---------------- | ---------------- | ---------------- |

## Risultati

### Serie C

#### Girone di andata
| Arbitro: | Pasciuta (Agrigento) |

|              |           |                       |
| S. Rosso 29’ | Marcatori | 8’ (rig.), 53’ Guerra |

| Arbitro: | Cudini (Fermo) |

|          |           |             |
| Arma 27’ | Marcatori | 1’ Cesarini |

| 10 settembre 2017, ore CEST 3ª giornata | Reggiana | – Gara non valida per l'esclusione del Modena dal campionato | Modena |  |

| 17 settembre 2017, ore CEST 4ª giornata |  | – Turno di riposo Reggiana |  |  |

| Arbitro: | Capone (Palermo) |

|           |           |  |
| Palma 42’ | Marcatori |  |

| Arbitro: | Volpi (Arezzo) |

|  |           |                           |
|  | Marcatori | 28’ Gelonese 43’ Miracoli |

| Arbitro: | Marcenaro (Genova) |

|               |           |                     |
| Bussaglia 42’ | Marcatori | 67’ (rig.) Altinier |

| Arbitro: | Mantelli (Brescia) |

|              |           |  |
| Riverola 79’ | Marcatori |  |

| Arbitro: | Ayroldi (Molfetta) |

|           |           |  |
| Rubbo 29’ | Marcatori |  |

| Reggio Emilia 22 ottobre 2017, ore CEST 10ª giornata | Reggiana           | 0 – 0 referto | Fermana | Stadio Città del Tricolore (5 386 spett.)\| Arbitro: \| Guarnieri (Empoli) \| |
| Arbitro:                                             | Guarnieri (Empoli) |               |         |                                                                               |

| Arbitro: | Fontani (Siena) |

|                    |           |  |
| Manfrin 47’ (aut.) | Marcatori |  |

| Arbitro: | Vigile (Cosenza) |

|              |           |  |
| Lombardo 79’ | Marcatori |  |

| Arbitro: | Maggioni (Lecco) |

|            |           |  |
| Cianci 62’ | Marcatori |  |

| Arbitro: | Meleleo (Casarano) |

|                |           |                   |
| Costantino 28’ | Marcatori | 56’ (aut.) Sgarbi |

| Arbitro: | Clerico (Torino) |

|                                 |           |  |
| Altinier 2’, 90+2’ Cesarini 24’ | Marcatori |  |

| Arbitro: | De Remigis (Teramo) |

|  |           |              |
|  | Marcatori | 20’ Riverola |

| Arbitro: | G. Miele (Nola) |

|                                    |           |              |
| Altinier 7’, 41’, 83’ Cesarini 77’ | Marcatori | 86’ Nichetti |

| Padova 9 dicembre 2017, ore 20:30 CET 18ª Giornata | Padova                     | 0 – 0 referto | Reggiana | Stadio Euganeo (4 686 spett.)\| Arbitro: \| Robilotta (Sala Consilina) \| |
| Arbitro:                                           | Robilotta (Sala Consilina) |               |          |                                                                           |

| Arbitro: | Luciani (Roma) |

|                          |           |                     |
| Altinier 42’ Carlini 51’ | Marcatori | 86’ Bacio Terracino |

#### Girone di ritorno
| Arbitro: | Feliciani (Teramo) |

|                           |           |                       |
| A. Ferretti 56’, 63’, 65’ | Marcatori | 18’ Cesarini 36’ Bovo |

| Arbitro: | De Santis (Lecce) |

|                       |           |  |
| Cesarini 44’ Bovo 69’ | Marcatori |  |

| 21 gennaio 2018, ore CET 22ª giornata: Annullata | Modena | – Gara non disputata per l'esclusione del Modena dal torneo | Reggio Audace |  |

| 28 gennaio 2018, ore CET 23ª giornata |  | – Turno di riposo Reggiana |  |  |

| Arbitro: | Paterna (Teramo) |

|                          |           |             |
| Cesarini 7’ Altinier 55’ | Marcatori | 71’ De Luca |

| San Benedetto del Tronto 11 febbraio 2018, ore CET 25ª giornata | Sambenedettese   | 0 – 0 referto | Reggio Audace | Stadio Riviera delle Palme\| Arbitro: \| Maggioni (Lecco) \| |
| Arbitro:                                                        | Maggioni (Lecco) |               |               |                                                              |

| Arbitro: | Meraviglia (Pistoia) |

|                  |           |  |
| Ghiringhelli 74’ | Marcatori |  |

| Arbitro: | Volpi (Arezzo) |

|  |           |              |
|  | Marcatori | 43’ Cesarini |

| Arbitro: | Cosso (Reggio Calabria) |

|  |           |                                                |
|  | Marcatori | 10’ Beccaro 51’ Sottovia 90’, 90+4’ Martignago |

| Arbitro: | Gariglio (Pinerolo) |

|                         |           |                           |
| Petrucci 68’ Lupoli 74’ | Marcatori | 30’ Riverola 34’ Cattaneo |

| Arbitro: | Provesi (Treviglio) |

|                              |           |                                |
| Cianci 13’, 54’ Cattaneo 56’ | Marcatori | 44’ E. Marchi 90+3’ Burzigotti |

| Fano 21 marzo 2018, ore CET 31ª giornata | Fano              | 0 – 0 referto | Reggio Audace | Stadio Raffaele Mancini\| Arbitro: \| De Santis (Lecce) \| |
| Arbitro:                                 | De Santis (Lecce) |               |               |                                                            |

| Arbitro: | De Angeli (Abbiategrasso) |

|                                               |           |                                  |
| Gerardi 8’, 25’ Zammarini 52’ De Agostini 88’ | Marcatori | 10’, 28’ Cattaneo 90+3’ Altinier |

| Arbitro: | Sozza (Seregno) |

|                                    |           |           |
| Altinier 28’ Cesarini 90+4’ (rig.) | Marcatori | 49’ Gyasi |

| Arbitro: | D. Miele (Torino) |

|           |           |                           |
| Broso 48’ | Marcatori | 31’ Bastrini 55’ Altinier |

| Reggio Emilia 15 aprile 2018, ore CEST 35ª giornata | Reggio Audace         | 0 – 0 referto | Bassano Virtus | Mapei Stadium - Città del Tricolore\| Arbitro: \| Nicoletti (Catanzaro) \| |
| Arbitro:                                            | Nicoletti (Catanzaro) |               |                |                                                                            |

| Arbitro: | Vigile (Cosenza) |

|                        |           |  |
| Ghirighelli 14’ (aut.) | Marcatori |  |

| Arbitro: | Camplone (Pescara) |

|            |           |             |
| Cianci 35’ | Marcatori | 71’ Candido |

| Arbitro: | Proietti (Terni) |

|                                                 |           |                                    |
| Amadio 52’ Bacio Terracino 64’ (rig.) Ilari 86’ | Marcatori | 19’ Panizzi 53’ Bobb 84’ A. Napoli |

#### Play Off
| Arbitro: | Maggioni (Lecco) |

|              |           |  |
| Cesarini 49’ | Marcatori |  |

| Castellammare di Stabia 20 maggio 2018, ore 20:30 CEST Ottavi di finale-andata | Juve Stabia        | 0 – 0 referto | Reggio Audace | Stadio Romeo Menti (3.042 spett.)\| Arbitro: \| Dionisi (L'Aquila) \| |
| Arbitro:                                                                       | Dionisi (L'Aquila) |               |               |                                                                       |

| Arbitro: | Volpi (Arezzo) |

|              |           |            |
| Bastrini 80’ | Marcatori | 68’ Simeri |

| Arbitro: | Marchetti (Ostia Lido) |

|                          |           |               |
| Manfrin 19’ Altinier 52’ | Marcatori | 18’ Rondanini |

| Arbitro: | Perotti (Legnano) |

|                                     |           |                |
| Cristiani 44’ Santini 90+10’ (rig.) | Marcatori | 90+4’ Altinier |

### Coppa Italia

#### Primo Turno
| Arbitro: | D'Apice (Arezzo) |

|           |           |                               |
| Sfanò 47’ | Marcatori | 5’ Cesarini 71’ (aut.) Cotani |

#### Secondo Turno
| Arbitro: | Pillitteri (Palermo) |

|                                         |           |  |
| Ceccaroni 40’ Vignali 48’ Sciaudone 82’ | Marcatori |  |

## Statistiche
Statistiche aggiornate al 

### Statistiche di squadra
| Competizione         | Punti                | In casa | In casa | In casa | In casa | In casa | In casa | In trasferta | In trasferta | In trasferta | In trasferta | In trasferta | In trasferta | Totale | Totale | Totale | Totale | Totale | Totale | DR |
| Competizione         | Punti                | G       | V       | N       | P       | Gf      | Gs      | G            | V            | N            | P            | Gf           | Gs           | G      | V      | N      | P      | Gf     | Gs     | DR |
| -------------------- | -------------------- | ------- | ------- | ------- | ------- | ------- | ------- | ------------ | ------------ | ------------ | ------------ | ------------ | ------------ | ------ | ------ | ------ | ------ | ------ | ------ | -- |
| Lega Pro             | 53                   | 17      | 11      | 3       | 3       | 24      | 15      | 17           | 3            | 8            | 6            | 17           | 20           | 34     | 14     | 11     | 9      | 41     | 35     | +6 |
| Play-off             | quarti di finale     | 3       | 2       | 1       | 0       | 4       | 2       | 2            | 0            | 1            | 1            | 1            | 2            | 5      | 2      | 2      | 1      | 5      | 4      | +1 |
| Coppa Italia         | Secondo turno        | 0       | 0       | 0       | 0       | 0       | 0       | 2            | 1            | 0            | 1            | 2            | 4            | 2      | 1      | 0      | 1      | 2      | 4      | -2 |
| Coppa Italia Serie C | sedicesimi di finale | 1       | 0       | 0       | 1       | 1       | 2       | 1            | 1            | 0            | 0            | 2            | 0            | 2      | 1      | 0      | 1      | 3      | 2      | +1 |
| Totale               | 53                   | 21      | 13      | 4       | 4       | 29      | 19      | 22           | 5            | 9            | 8            | 22           | 26           | 43     | 18     | 13     | 12     | 51     | 45     | +6 |

### Andamento in campionato
| Giornata  | 1 | 2 | 3 | 4 | 5 | 6 | 7 | 8 | 9 | 10 | 11 | 12 | 13 | 14 | 15 | 16 | 17 | 18 | 19 | 20 | 21 | 22 | 23 | 24 | 25 | 26 | 27 | 28 | 29 | 30 | 31 | 32 | 33 | 34 | 35 | 36 | 37 | 38 |
| --------- | - | - | - | - | - | - | - | - | - | -- | -- | -- | -- | -- | -- | -- | -- | -- | -- | -- | -- | -- | -- | -- | -- | -- | -- | -- | -- | -- | -- | -- | -- | -- | -- | -- | -- | -- |
| Luogo     | T | C | - | - | T | C | T | C | T | C  | C  | T  | C  | T  | C  | T  | C  | C  | T  | C  | T  | -  | -  | C  | T  | C  | T  | C  | T  | T  | C  | T  | C  | T  | C  | T  | T  | C  |
| Risultato | P | N | - | - | P | P | N | V | P | N  | P  | V  | V  | N  | V  | V  | V  | N  | V  | P  | V  | -  | -  | V  | N  | V  | V  |    | N  | V  | N  | P  | V  | V  | N  | P  | N  | N  |

Legenda:

Luogo: C = Casa; T = Trasferta. Risultato: V = Vittoria; N = Pareggio; P = Sconfitta.

## Biblioteca
Mauro Del Bue, Una storia Reggiana, vol. IV, le partite, i personaggi, le vicende dalla serie A al centenario, Tecnograf Reggio Emilia 2019, pp. 317–334.
Collegamenti esterni, Stagione 2017-2018, Una storia Reggiana, le partite, i personaggi, le vicende dalla serie A al centenario, (Vol. IV) pdf, https://www.tecnograf.biz/wordpress/wp-content/uploads/2020/01/2017-2018.pdf